# Вийти з мовчання
Вийти з мовчання. Деколоніальні змагання української культури та літератури ХХІ століття з посттоталітарною травмою — книжка польської дослідниці-славістки Аґнєшки Матусяк, в якій осмислюються деколоніальні змагання української культури. Ця монографія  є необхідним поглядом «збоку», який власне творить потрібне в таких випадках багатопланове бачення проблеми.
Авторка аналізує твори культури (артворки) (як канали передачі досвіду) у відповідних розділах: “Меморіальна Shy-story. Марія Матіос і Оксана Забужко”, “Their story? Our story? Голокост”(роман Каті Петровської “Мабуть Естер”); в останньому розділі ілюстративним матеріалом дослідження виступають есеї Івана Дзюби, фільм “Донбас” Сергія Лозниці, фільм Ігоря Мінаєва “Какофонія Донбасу” і проза Володимира Рафеєнка.[джерело?]
Авторка покликається на праці Фройда, Жака Лякана, Ніколя Абраама  і Марії Торок, Домініка Лякапри, Кеті Карут, Маріяни Гірш та інших. Тому книжка буде корисна для тих українських читачів, які хотіли б поглибити знання про сучасні дослідження колективної травми (переважно фройдистського спрямування) та стратегії оздоровлення.[джерело?]
|  | Авторці «Музею покинутих секретів» (О. Забужко) також близьке розуміння Шевченком культури, яка є видом контакту-як-контракту між «живими, мертвими і ненародженими», завдяки чому наступні покоління можуть творчо використовувати у формуванні свого ідентичнісного хребта здобутки попередніх поколінь. |

### Відео
- Агнєшка Матусяк презентує власну монографію Вийти з мовчання